# Шофур Нотр Дам
Шофур Нотр Дам (фр. Chaufour-Notre-Dame) је насељено место у Француској у региону Лоара, у департману Сарт.
По подацима из 2011. године у општини је живело 1102 становника, а густина насељености је износила 98,48 становника/km².

## Демографија
| 1962. | 1968. | 1975. | 1982. | 1990. | 2011. |
| ----- | ----- | ----- | ----- | ----- | ----- |
| 543   | 520   | 541   | 681   | 808   | 1.102 |